# Hazel Park, Michigan
Hazel Park je grad u američkoj saveznoj državi Michigan, predgrađe Detroita. Po popisu stanovništva iz 2000. godine imao je 18.963 stanovnika. Leži 15 km sjeverno od središta Detroita.

## Povijest
Skupina farmera je 1882. podigla školu, što se uzima kao godina utemeljenja grada. U dvadesetim godinama 20. stoljeća se Hazel Park počeo industrijalizirati, a najveći poticaj razvoju grada dala je automobilska tvrtka Ford iz obližnjeg Highland Parka. Od 1941. Hazel Park nosi status grada.

## Demografija
Po popisu stanovništva iz 2000. bilo je 18.963 ljudi, 7284 domaćinstava i 4669 obitelji koji žive u gradu. Gustoća stanovništva je 6728,4 po kvadratnoj milji (2596,3/km²). Bilo je 7612 stambenih jedinica na prosječnu gustoću 1042,2/km². Rasni sastav grada je 91,62% bijelaca, Afroamerikanaca je 1,62%, 0,90% Indijanaca, Azijata 1,81%, 0,02% s pacifičkih otoka, 0,59% od ostalih rasa i 3,43% građana koji pripadaju dvjema ili više rasa. Hispanoamerikanci čine 2,08% stanovništva.
Bilo je 7284 kućanstava, od toga 33,4% djece ispod 18 godina, 41,6% su bili oženjeni parovi koji žive zajedno, 16,1% imalo je žensko domaćinstvo bez muža i 35,9% bilo je ne-obitelji. Postotak svih kućanstava s jednom osobom je 28,4%, a 11,1% su osobe starije od 65 godina. Prosječna veličina domaćinstva je 2,60 osoba i prosječna veličina obitelji je 3,21 osoba.
Stanovništvo južnog Hazel Parka čini niža srednja klasa, tj. obitelji koje žive u manjim obiteljskim kućama, dok u sjevernom Hazel Parku većinom živi viša srednja klasa - obitelji koje žive u većim obiteljskim kućama, kao što su one u nekim kvartovima Detroita, kao i srednji sloj pojedinaca koji žive u apartmanima.

## Vanjske poveznice
- Službena stranica (engl.)